# Khndzorut
Khndzorut (en arménien Խնձորուտ ) est une communauté rurale du marz de Vayots Dzor, en Arménie. Elle compte 472 habitants en 2008.